# Železniško postajališče Steske
Železniško postajališče Steske je eno izmed železniških postajališč v Sloveniji, ki oskrbuje bližnji naselji Steske in Saksid.